# À toi et ceux
Albums de Dan Ar Braz
La Mémoire des volets blancs
(2001) Frontières de sel
(2006)
À toi et ceux est le seizième album studio de Dan Ar Braz, paru le 17 novembre 2003 par Columbia Records. 

## Conception et réception
Dans une interview, Dan Ar Braz explique comment les textes lui sont arrivés : « J’ai envoyé à Clarisse Lavanant, qu’un ami, Michel Aumont, m’avait recommandée deux musiques en lui précisant : Celle-ci c’est la route vers l’Ouest, celle-là c’est sur les gens d’ici... Trois jours plus tard, je recevais les deux textes. J’ai attendu encore trois jours avant de commencer à les chanter. Certains des mots écrits pas [sic] Clarisse, je n’ai pas pu les chanter tout de suite. Il m’a fallu du temps car, à certains passages, je pleurais d’émotion. Un instant, je me suis demandé si je parviendrais à chanter ce texte. [...] Goldman, c’est un ami. J’apprécie sa manière d’être, de travailler. On s’est rencontré. On a discuté, on a correspondu. Quand cet album était en gestation, je l’avais vu à Brest lors d’un concert. Je lui avais dit : « Jean-Jacques, j’aimerais bien que tu m’écrives un texte ». Je voulais qu’il m’écrive quelque chose de profond mais d’une manière légère. C’est ce qu’il a magnifiquement fait avec "Je m’en vais demain". [...] Enfin pour les textes en anglais, j’ai retrouvé une dame qui fait partie de mon univers : Elaine Morgan, la Galloise. Elle chante de manière magistrale. » Il considère qu'il n'aurait pas fait cet album « sans les personnes qui m’ont fait confiance, sans une maison de disques qui me soutient encore à l’époque de StarAc, avec ma tronche et l’âge que j’ai », car il explique ensuite le sens de l'album : « À toi et ceux, c’est une déclaration aux gens qui ont peuplé mon enfance, ceux qui sont toujours là, ceux qui sont partis, ceux qui m'accompagnent et qui sont les gens de mon pays, les gens d'ici. »
Trad Magazine lui attribue un « Bravo!!! » récompensant « une production particulièrement intéressante ».

## Caractéristiques artistiques
Sur les douze morceaux, huit sont des chansons, dont six sont interprétées par Dan Ar Braz. Son amie de longue date, Elaine Morgan, présente sur l'Héritage des Celtes, en interprète deux en anglais. La jeune Bleunwenn Mevel, qui a déjà chanté au sein de Tri Yann, est une nouvelle voix, en duo sur Mary's Dancing et Jean-Jacques Goldman fait la surprise d'un autre duo, Je M'en vais demain, dont il signe d'ailleurs le texte ainsi que La valse de la longue espérance. La Morlaisienne Clarisse Lavanant signe également deux textes mais elle ne chante pas ici.
Pour la première fois, Dan Ar Braz fait appel à une section de cuivres. Il fait appel également à deux bagads, celui de Lokoal-Mendon (Bagad Roñsed-Mor) et la Kevrenn Alré. Parmi les instrumentaux figure Orgies Nocturnes, une reprise de son premier album Douar Nevez. Écrite par Clarisse Lavanant, La Route vers l'Ouest place d’emblée l'auditeur dans une direction qui, telle la loi d'attraction, conduit le voyageur chez lui au gré du vent et des vagues. L'album se conclut par le très symbolique morceau intitulé Bretagnes (Dis quand te réveilles-tu ?), avec l'intervention du bagad. La musique du morceau Une Autre Fin de Terre est présente sur l'album Un Galicien en Bretagne (2003) de Carlos Nuñez.

## Fiche technique

### Liste des titres
| No  | Titre                           | Paroles                                           | Durée |
| --- | ------------------------------- | ------------------------------------------------- | ----- |
| 1.  | La Route vers l'Ouest           | Clarisse Lavanant                                 | 3:59  |
| 2.  | Mary's Dancing                  | Dan Ar Braz (adaptation bretonne Loeiz Guillamot) | 4:26  |
| 3.  | Dan's Fisel                     |                                                   | 3:37  |
| 4.  | Look Around You                 | Dan Ar Braz                                       | 4:18  |
| 5.  | Les Tribus de Cornouaille       |                                                   | 2:58  |
| 6.  | Je m'en vais demain             | Jean-Jacques Goldman                              | 4:18  |
| 7.  | À toi et ceux                   | Clarisse Lavanant                                 | 3:51  |
| 8.  | Orgies nocturnes                |                                                   | 2:47  |
| 9.  | I'm Here to Stay                | Dan Ar Braz                                       | 4:21  |
| 10. | La Valse de la longue espérance |                                                   | 3:35  |
| 11. | Pas d'un pas                    | Jean-Jacques Goldman                              | 4:11  |
| 12. | Bretagnes                       | Dan Ar Braz                                       | 5:19  |

### Crédits
- Producteur exécutif et management : Jacques Bernard
- Direction artistique : Eoghan O’Neill
- Arrangements des cordes : David Downes (2, 5, 6, 9, 10)
- Arrangements des cuivres : Stephen Mc Donnell (2, 3, 5, 8, 9)
- Irish film Orchestra : direction David Downes

#### Musiciens
- Dan Ar Braz : chant (1, 2, 6, 7, 11, 12), guitares
- Des Moore : guitares acoustiques (1, 2, 4, 6, 7, 9), guitare électrique (12)
- Dave Keary : guitares électriques (2, 3, 5, 6, 8, 12), bouzouki (3)
- Andrew Boland : claviers (1, 3, 4, 8, 9, 11), guitares électriques (4), atmosphères (12)
- David Downes : claviers (1, 2, 3, 4, 5, 6, 7, 8, 9, 10, 11, 12)
- Nollaig Casey : violon (2, 3, 5, 6, 7, 8)
- Rod Mc Vey : orgue Hammond (3, 4, 6, 7, 8, 12), piano (6, 11)
- Eoghan O'Neill : basse (1, 2, 3, 4, 5, 6, 7, 8, 9, 12)
- Ray Fean : batterie (1, 2, 3, 4, 5, 6, 7, 8, 9, 11, 12)
- Noel Eccles : percussions (1, 2, 3, 4, 5, 6, 7, 8, 12), timpani (12)
- Ronan Le Bars : uilleann pipes (1, 3, 5, 8, 11), flûte (2, 7)
- Michael Buckley : saxophone ténor (2, 3, 5, 8, 9)
- Carl Geraghty : saxophone baryton (2, 3, 5, 8, 9), saxophone soprano (7)
- Ronan Dooney : flugelhorn (2, 9), trompette (3, 5, 8)
- Stephen Mc Donnell : flugelhorn (2, 9), trompette (3, 5, 8)
- Karl Ronan : trombone (2, 3, 5, 8, 9)
- Martin O’Connor : accordéon diatonique (1, 2, 3, 4, 7, 8)
- Irish film Orchestra : cordes (2, 5, 6, 9, 10), 1er violon : Alan Smale
- Bagad Roñsed-Mor de Locoal-Mendon et Kevrenn Alré d'Auray : batterie écossaise (3, 8), cornemuses (6, 12), bombardes (6, 12)
- Julien Grellier : cornemuse solo (12)
- André Le Meut, Fabrice Lothodé : bombardes (8)
- Elaine Morgan : chant (4, 9)
- Jean-Jacques Goldman : chant (6)
- Bleunwenn : chœurs (1) chant (2)

#### Techniciens
- Enregistrements : Andrew Boland assisté de Mark Dwye à Windmill Lane Recording Studios et Corrig Studio à Dublin et à la salle Emeraude de Lokoal-Mendon (Bagad Lokoal Mendon et Kevrenn Alré), Gildas Lontier au Studio Le Bateau Lune à Sceaux (duo J.J. Goldman / Dan Ar Braz Je m’en vais demain)
- Mixage : Andrew Boland à Corrig Studio et Dun Laoghaire à Dublin
- Mastering : Anne-Marie Parelies et François Terazzoni
- Pré-production : Patrick Peron au Studio Point d’Orgue et Andrew Boland à Corrig Studio
- Photos : Philip Plisson, Bernard Galéron, Hervé Moreau, Josiane Beujet
- Design : FKGB